# Minthostachys
Minthostachys — рід гінодіоеційних ароматичних, слабкостеблевих, часто напівсланких кущів, що населяють тропічну Південну Америку на захід від Амазонії (пн. Аргентина, Болівія, Колумбія, Еквадор, Перу, Венесуела); ростуть у горах.

## Біоморфологічна характеристика
Листки від неглибоко зубчастих до майже цілісних. Суцвіття складних перевантажених щитків, верхні щитки часто утворюють кінцеві складні зонтики. Чашечка циліндрична, ± актиноморфна, 5-лопатева, частки від шилоподібних до вузькотрикутних, трубка часто зовні довго-волосиста, горло волосисте. Віночок білий або блідо-бузковий, 2-губний, 5-лопатевий (2/3), передня губа із більшою середньою часткою, трубка волосиста всередині, від довшої до коротшої від чашечки. Тичинок 4. Горішки яйцеподібні, дрібно сітчасті. 2n = 46.

## Використання
Рослини містять передусім пулегон і ментон, але також лімонен, карвон, карвакрол, тимол і подібні речовини. Місцеве населення використовує рослини як приправи, лікувально проти захворювань дихальної та травної систем, і традиційно для захисту збережених бульб від шкідників, особливо в Південному Перу. В Аргентині та Перу ефірні олії комерційно видобувають у більших масштабах, і принаймні локально, це призвело до надмірної експлуатації в останні роки. Аргентинські дослідники шукають способи захистити Minthostachys або взяти його на вирощування, щоб задовольнити все більший попит.

## Види
Рід містить 17 видів: 
1. Minthostachys acris Schmidt-Leb.
2. Minthostachys acutifolia Epling
3. Minthostachys andina (Britton ex Rusby) Epling
4. Minthostachys diffusa Epling
5. Minthostachys dimorpha Schmidt-Leb.
6. Minthostachys elongata Schmidt-Leb.
7. Minthostachys fusca Schmidt-Leb.
8. Minthostachys glabrescens (Benth.) Epling
9. Minthostachys latifolia Schmidt-Leb.
10. Minthostachys mollis (Benth.) Griseb.
11. Minthostachys ovata (Briq.) Epling
12. Minthostachys rubra Schmidt-Leb.
13. Minthostachys salicifolia Epling
14. Minthostachys septentrionalis Schmidt-Leb.
15. Minthostachys setosa (Briq.) Epling
16. Minthostachys spicata (Benth.) Epling типовий
17. Minthostachys verticillata (Griseb.) Epling